# Amaury Alexandre
Pour les articles homonymes, voir Amaury Alexandre.
Amaury Alexandre, né le 12 avril 1981 à Uccle, est un homme politique belge membre du parti Démocrate Indépendant Fédéraliste (DéFI) depuis 2011.
En 2014, il est désigné par le parti DéFI pour mener la liste du FDF à la Chambre en Brabant wallon,.
Il a été gérant d'une entreprise de consultance informatique qu'il avait fondé en 1998.